# ژان-ماری لوره
ژان-ماری لوره (فرانسوی: Jean-Marie Loret‎؛ مارس ۱۹۱۸ – ۱۴ فوریهٔ ۱۹۸۵) یک کارگر راه‌آهن اهل فرانسه بود که ادعا شده‌است آدولف هیتلر پدر او بوده‌است. به گفته ژان، مادر او اندکی قبل از مرگ خود در ۱۹۴۸ برایش فاش کرد که «سرباز ناشناس آلمانی» که در طول جنگ جهانی اول با او رابطه داشته، آدولف هیتلر بوده‌است.
هاینتس لینگه، پیشکار آدولف هیتلر، در خاطرات خود با نام با هیتلر تا پایان، ادعا کرده‌است که هیتلر در ۲۴ ژوئن ۱۹۴۰ به صورت محرمانه به هاینریش هیملر دستور داده‌است لوره و مادرش را پیدا کند.
علی‌رغم این، از نظر مورخانی چون یان کرشاو وجود رابطه پدر و فرزندی میان لوره یا هیتلر غیرمحتمل یا غیرممکن است. 